# Пещеры Чинхойи
Чинхойи (англ. Chinhoyi) — сеть известняковых и доломитовых пещер, расположенных на севере Зимбабве. С 1955 года — часть национального парка страны, находящегося под контролем Управления парков и охраны дикой природы Зимбабве (англ. Zimbabwe Parks & Wildlife Management Authority).

## Расположение
Пещеры расположены в районе Маконде, провинция Западный Машоналенд. Лежат в 9 километрах от дороги, проходящей северо-западнее Чинхойи, крупнейшего города района и места расположения зданий администрации провинции. Расстояние от пещер до столицы государства — около 123 километров. В 250 километрах севернее располагается государственная граница с Замбией.

## Описание
Пещеры образовались в доломитовых и известняковых породах. В главной пещере расположено озеро, получившее название «Спящее озеро» или «Чирородзива» («Озеро Павших»). Дайверы обнаружили подземный проход, соединяющий пещеру Бат с Тёмной пещерой, и получивший название Слепая пещера. Годовая температура воды в водоёме 22 — 24 °C с нулевым термоклином, видимость в воде — в радиусе 50 метров. Озеро привлекает дайверов, практикующих технический дайвинг и глубокое погружение.

## Этимология названия озера
Название пещерного водоёма Чирородзива появилось вследствие инцидента, произошедшего в 1830 году, когда воины местного племени Агонни атаковало поселенцев и оставили тела пострадавших в пещерном озере.